# Homolodromia kai
Homolodromia kai is een krabbensoort uit de familie van de Homolodromiidae. De wetenschappelijke naam van de soort is voor het eerst geldig gepubliceerd in 1993 door Guinot.